# NASA徽章
美國國家航空航天局徽章具有三種主要的官方設計，儘管其中一種帶有程式化的紅色彎曲文字（“蠕蟲”）已於1992年5月22日停止作為官方標誌，但於2020年4月3日正式恢復作為輔助徽章使用。這三個徽標包括NASA徽章（也稱為“肉丸”），NASA標識（也稱為“蠕蟲”）和NASA封印。
美國國家航空航天局（NASA）封印於1959年由艾森豪總統批准，並於1961年由甘迺迪總統稍加修改。

## 歷史
NASA徽章的歷史可以追溯到1959年，當時美國國家航空諮詢委員會（NACA）轉變為同時推進航空與航天發展的機構 - 美國國家航空航天局(NASA)。

### NASA封印
在NASA徽章設計中，球形代表行星，星星代表空間，紅色V形人字是仙女座的替代形狀，是代表航空的機翼（當時超音速機翼被開發出來的最新設計徽章），然後軌道飛行器繞著機翼飛行，此為正式的官方徽章。

### NASA「肉丸」logo
在為新機構的官印選擇了NASA路易斯研究中心的插圖設計後，NASA執行秘書要求路易斯研究中心報告部負責人James Modarelli設計徽章，以用於非正式目的。 Modarelli簡化了封印的設計，只在帶有紅色箭頭的藍色圓形區域上保留了白色恆星和軌道路徑，並添加了白色的N-A-S-A字樣。

### NASA「蠕蟲」logo
1974年，作為國家藝術基金會聯邦圖形改進計劃的一部分，NASA聘請了理查德·丹妮(Richard Danne)和布魯斯·布萊克本(Bruce Blackburn)設計了一個更現代的logo。1975年，該機構改用了現代主義的NASA標識，暱稱為「蠕蟲」，是字母N-A-S-A的紅色風格化渲染圖。蠕蟲徽標中刪除了A上的水平條。

### 「蠕蟲」的退役與回歸
1992年5月22日，NASA局長丹尼爾·戈爾丁正式停用了美國國家航空航天局的徽標。該設計僅用於特殊場合和商業銷售目的，直到NASA總部視覺識別協調員批准，直到2020年，該設計才由管理員Jim Bridenstine重新啟用。回歸的徽章在SpaceX的載人天龍號太空船示範2號的助推器上亮相。這是自1992年以來首次正式使用。
自2020年起，美國國家航空航天局聯邦信用聯盟也使用了藍色字母代替紅色的徽標。

## 運用

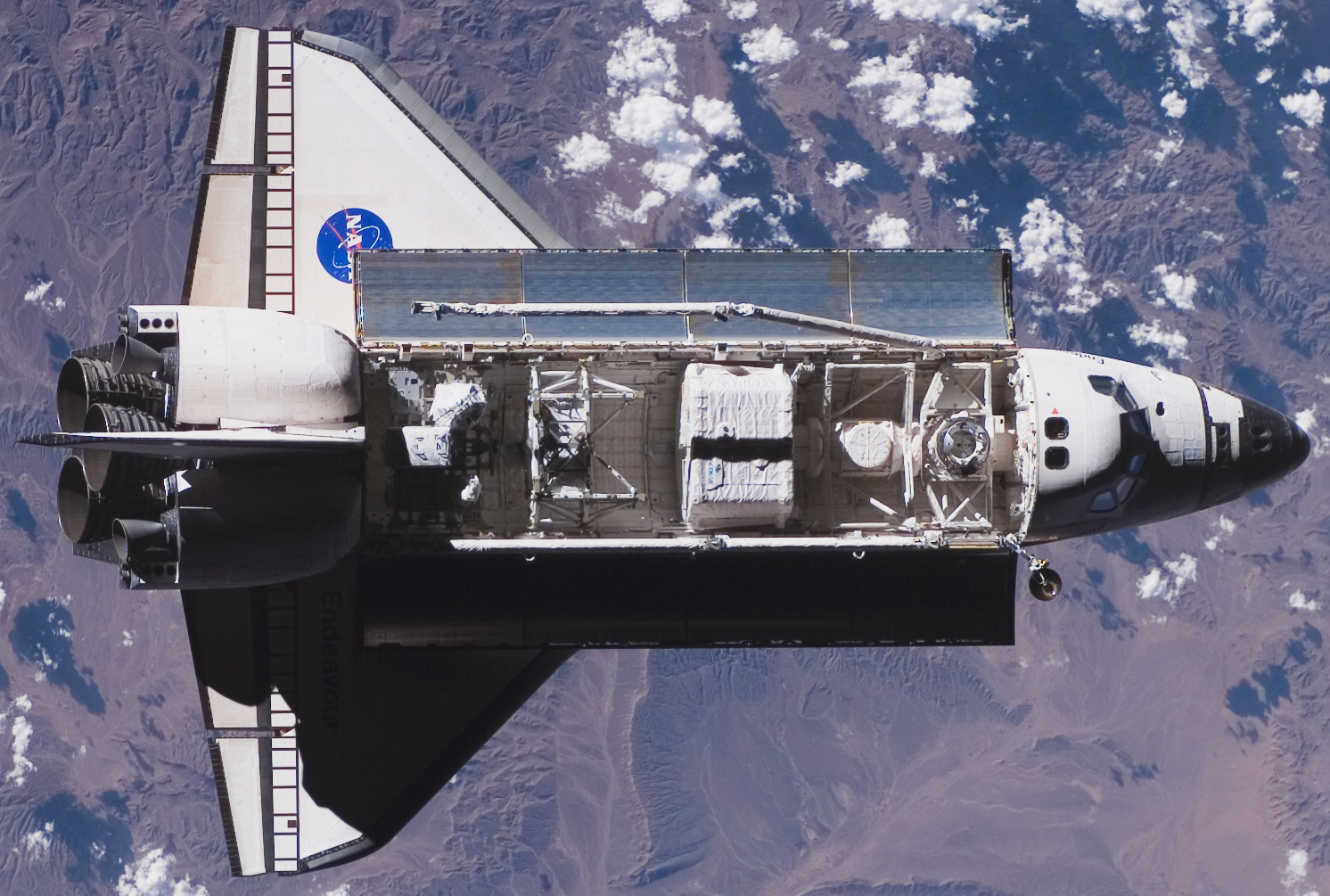
奮進號太空梭上的NASA徽章，2007年

NASA官方封印保留供NASA管理員使用。它用於更正式的傳統和儀式性活動，例如頒獎典禮和新聞發布會。根據NASA總部的說法，該官方封印絕對不能與NASA徽章一起使用，因為兩者是為不同目的而設計的，當並排觀察時在視覺上不兼容。
像美國政府製作的大多數圖像一樣，徽章、「蠕蟲」logo和NASA官印均屬於公有領域。但是，它們的使用受到聯邦規則彙編14 CFR 1221的限制。這些NASA標誌只能從NASA總部提供的原始復制證明，透明膠片或計算機文件中復制。
徽標中使用的顏色如下：

| Red: - Pantone 185 - Process 0C, 100M, 100Y, 0K - RGB 252R, 61G, 33B - HEX #FC3D21 | Blue: - Pantone 286 - Process 100C, 060M, 0Y, 0K - RGB 11R, 61G, 145B - HEX #0B3D91 |